# موتورکس
موتورکس (انگلیسی: Motorex) شرکت پالایش نفت سوئیسی است، که در سال ۱۹۱۷ تأسیس شد.